# Різдвяна ялинка на площі Святого Петра
41°54′07″ пн. ш. 12°27′18″ сх. д. / 41.902° пн. ш. 12.455° сх. д.
Різдвя́на яли́нка на пло́щі Свято́го Петра́ — ялинка у Ватикані, що запалюється щороку навпроти Собору Святого Петра у межах різдвяних святкувань. На ілюстрації — Ватиканська ялинка. 2007 рік.
Традиція встановлювати різдвяну ялинку, а також повнорозмірну шопку на площі Святого Петра почалася в 1982 році під час понтифікату папи Івана Павла II, коли папа польського походження вперше представив у Ватикані північноєвропейський символ Різдва, якому довго опиралась католицька церква у минулому.
Перша ялинка прибула з Італії. Відтоді дарування різдвяної ялинки папі стало честю, і щороку Ватикан приймає дерево, подароване іншою європейською країною або регіоном.
У 2011 році, на площі Святого Петра відбулося урочисте відкриття різдвяної ялинки з України. 30-метрове дерево із Закарпаття запалало вогнями під супровід гімну «Ще не вмерла Україна» у виконанні ватиканського оркестру. Кілька тисяч українських паломників, які зібралися на площі, співали гімн, емоційно вигукували «Слава Україні!» та «З Різдвом Христовим!».